# Cedro-faia
O cedro-faia (nome científico: Roupala brasiliensis) é uma árvore da família das proteáceas, nativa do Brasil, onde ocorre da Bahia até Santa Catarina. Chega a atingir cerca de 30 metros de altura. A madeira é vermelho-clara e considerada de boa qualidade. As folhas, ovadas e serradas, são coriáceas. As flores são branco-amareladas, em amentos. O fruto consiste numa cápsula bivalve.
Pode ser reconhecida pelo cheiro de "carne-de-vaca" que exalam as folhas ao serem destacadas.

## Outros nomes vernáculos
↑ A espécie é, ainda, designada pelos seguintes nomes vulgares:
- Carvalho
- Carvalho-do-brasil
- Carvalho-do-campo
- Carvalho-rosa
- Canjica
- Carne-de-vaca[1]
- Carvalho-brasileiro[1]
- Carvalho-nacional (no Brasil)
- Catucaém[1]
- Caxicaém[1]
- Caxicanhém
- Cutucaém
- Cutucanhé
- Faia[1]
- Guaxica
- Pau-concha
- Tucaiá
- Tucajé

## Etimologia
"Catucaém" e "caxicaém" são oriundos da junção dos termos tupis ka'tu, "bom" e ka'em, "secar". 